# Jean Bilaut
Jean François Bilaut (Sint-Martens-Bodegem, 5 augustus 1827 - Brussel, 20 januari 1905) was Belgisch volksvertegenwoordiger en advocaat.

## Levensloop
Bilaut was de zoon van Prosper Bilaut en Anne Goosens. Hij trouwde met Dorothée De Bremaecker en, in tweede huwelijk, met Marie-Aglaée Andrisse.
In 1848 behaalde hij de kandidatuur in de wijsbegeerte en letteren aan de Katholieke Universiteit Leuven en in 1853 promoveerde hij tot doctor in de rechten aan de ULB (1853). Hij werd advocaat bij de balie van Brussel (1853-1873) en aan het Hof van Cassatie (1873-1905). Hij werd stafhouder van de Balie bij het Hof van Cassatie (1886-1888). Hij was ook lid van de Commissie voor de herziening van het Burgerlijk Wetboek.
Van 1871 tot 1884 was hij provincieraadslid van de provincie Brabant. Hij werd verkozen tot katholiek volksvertegenwoordiger voor het arrondissement Brussel van 1884 tot 1892 en van 1894 tot 1900. 